# SOS (joc)

Una variant del joc on el jugadors fan "OSO" en lloc de "SOS"

El  joc del SOS  és un joc de llapis i paper d'estratègia que es juga normalment amb un full de paper quadriculat. És un joc que requereix poca concentració i es juga molt en els col·legis, fins i tot durant les hores de classe.

## Regles del joc
Per torns, cada jugador pot escriure una O o una S en un dels quadrats. L'objectiu és formar la paraula SOS: el jugador que la forma més vegades guanya.
Quan un jugador aconsegueix posar la paraula SOS repeteix torn col·locant una altra lletra. Al principi, van distribuint-se alternativament les lletres i és difícil caure en un error, però a mesura que es van omplint els quadradets i queda menys espai, van reduint-se les possibilitats d'evitar la formació de paraules. Sovint s'acaba amb una allau de SOS consecutius. El joc acaba quan s'han omplert tots els quadradets de la quadrícula. La mida d'aquesta quadrícula és variable, depèn de la duració del joc, i pot ser tant quadrada com rectangular.
Hi ha dues formes de jugar, puntuant només els SOS escrits en horitzontal i vertical en la casella o puntuant també els SOS escrits en diagonal, aquesta opció és una mica més difícil i requereix una mica més d'atenció per tal de no cometre errors. Els dos jugadors acorden la forma de joc abans de començar la partida. El jugador que comença té una lleugera desavantatge respecte al segon, per això, sol sortejar-se el torn a l'inici del joc.

## Estratègies de joc
Hi ha diverses estratègies per guanyar el joc:
- Posant les lletres el més separadament possible sobre el requadre de joc. S'utilitza al principi del joc perquè l'oponent no formi paraules.
- Posant moltes esses o moltes os juntes. Hi ha menys possibilitats de cometre errors i poden bloquejar-se diferents àrees.
- Col·locant diverses esses en línia. Hi ha la possibilitat de formar diverses cadenes de paraules si forcem l'error del rival.
- Posant lletres amb una separació de 2 quadrets tant en línia com en L. És una estratègia segura, però, progressivament, el tauler va convertint-se en un camp minat.

## Estructura matemàtica
Malgrat la seva aparent senzillesa el joc del SOS és un joc abstracte d'estratègia que té una estructura matemàtica. Segons la teoria de jocs pot classificar com un joc simètric, seqüencial, de suma zero i d'informació perfecta.
Actualment existeixen versions del joc per ordinador i videojocs, ja que la seva estructura matemàtica ho fa fàcilment programable.